# Sorbonne (Paris Universitet)
48°50′55″N 2°20′36″Ø / 48.84861°N 2.34333°Ø
Det historiske Paris Universitet (fransk: Université de Paris) opstod første gang i anden halvdel af det 1100-tallet og blev i 1970 reorganiseret som 13 selvstændige universiteter (Université de Paris I-XIII). Universitetet bliver ofte refereret til som Sorbonne – eller La Sorbonne efter den kollegiale institution (Collège de Sorbonne) grundlagt af Robert de Sorbon omkring 1257 – men universitetet som sådan er ældre og var aldrig fuldstændigt centreret omkring Sorbonne. Ud af de 13 nuværende universiteter ligger fire i Sorbonne og tre medtager Sorbonne i deres navne.
Sorbonne er et af verdens mest berømte og prestigefyldte universiteter og har uddannet adskillige Nobelpris-modtagere såvel som et utal af de største intellektuelle, politiske tænkere, forskere, ingeniører, læger, teologer og kunstnere i den vestlige tradition og kanon.

## Studenteroprøret
Året 1968 var startpunktet for det franske studenteroprør også kendt som "Mai 68", der resulterede i en lukning af universitetet for anden gang i historien – den første var i 1940 under den tyske invasion og besættelse af Frankrig.

## Berømte personer fra Sorbonne
- Michel Aflaq, (1910-1989), den ideologiske grundlægger af ba'athisme, en form for arabisk nationalisme.
- Alexander Alekhine (1892-1946), skakmester.
- Theo Angelopoulos (f. 1936), græsk filminstruktør.
- Antoine Arnauld (1612-1694), katolsk teolog og forfatter.
- Joaquín Balaguer (1906-2002), præsident for Dominikanske Republik.
- Nicolas Boileau-Despréaux (1636-1711), fransk digter og kritiker.
- Jean Calvin (1509-1564), grundlægger af calvinismen.
- Roch Carrier (f. 1937), fransk-canadisk forfatter.
- Adrienne Clarkson, Generalguvernør i Canada.
- Marie Curie (1867-1934), fysiker, nobelprisvinder i fysik i 1903 med sin mand Pierre Curie, nobelprisvinder i kemi i 1911.
- Pierre Curie (1859-1906), fysiker, nobelprisinder i fysik i 1903 med sin kone Marie Curie.
- Simone de Beauvoir (1908-1986), fransk forfatterinde, filosof, og feminist.
- Habib Bourguiba (1903?-2000), Tunesiens første præsident (1957-1987).
- Raymond Duchamp-Villon (1876-1918), fransk skulptør.
- Moshe Feldenkrais (1904-1984), israelsk fysiker og ingeniør.
- Lawrence Ferlinghetti (f. 1919), amerikansk digter.
- Jean-Luc Godard (f. 1930), fransk filminstruktør.
- Abimael Guzmán (f. 1934), leder af den maoistiske guerillabevægelse Sendero Luminoso i Peru.
- Francis Seymour Haden (1818-1910), engelsk kirurg.
- Mahmoud Hessaby (1903-1992) iransk videnskabsmand og politiker.
- Enver Hoxha (1908-1985), kommunistisk diktator i Albanien (1946-1985).
- Vilayat Inayat Khan (f. 1916), meditationslærer.
- Irène Joliot-Curie, (1897-1956), fransk forsker, delte nobelprisen i kemi med sin mand Frédéric Joliot i 1935.
- Norman Mailer (f. 1923), amerikansk forfatter.
- Marsilius of Padua (1270-1342), italiensk intellektuel. Rektor for universitetet 1313.
- Pol Pot (1925-1998), leder af De Røde Khmerer og premierminister for Cambodja 1976-1979.
- André Morellet (1727-1819), fransk økonom og forfatter.
- Mikhail Vasilievich Ostrogradsky (1801-1862), ukrainsk matematiker og fysiker.
- Peter of Blois (1135-1203), fransk digter og diplomat.
- Pave Alexander V
- Pauline Réage (1907-1998), fransk journalist og forfatter.
- Vera Maria Rosenberg (Vera Atkins), (1908-2000), britisk efterretningsofficer i SOE under 2. Verdenskrig.
- Pierre Paul Royer-Collard (1763-1845), fransk politiker og filosof.
- Ibrahim Rugova (1944-2006), kosovoalbansk politiker.
- Émile Saisset (1814-1863), fransk filosof.
- Jean-Pierre Serre (f. 1926), fransk filosof.
- Ali Shariati (1933-1975), iransk revolutionær og sociolog.
- Emmanuel Joseph Sieyès (1748-1836), fransk abbed og politisk tænker.
- Pierre Teilhard de Chardin (1881-1955), fransk filosof og jesuitisk præst.
- Pierre Elliott Trudeau, canadisk politiker og præsident i to perioder 1968-1979 og 1980-1984.
- Marina Ivanovna Tsvetajeva (1892-1941), russisk digter og forfatter.
- Anne Robert Jacques Turgot (Baron de Laune), (1727-1781), fransk økonom og statsmand.
- John Napier Turner, canadisk advokat og politiker, Canadas præsident i 1984.
- Étienne Vacherot (1809-1897), fransk filosof.
- Jacques Vergès (1925-2013), fransk (født i Siam) advokat, forfatter og politisk aktivist.
- Sergio Vieira de Mello (1948-2003), brasiliansk FN-diplomat.
- Abel-François Villemain (1790-1870), fransk politiker og forfatter.
- Paul Virilio, (f. 1932), fransk filosofi, byplanlægger og arkitekt.
- Sam Waterston (f. 1940), amerikansk forfatter, filminstruktør og producer.
- Benedikt 16. (Joseph Alois Ratzinger), (f. 1927). Katolsk pave (2005-2013).